# Puntal dels Llops
Puntal dels Llops est un site archéologique situé dans la commune d'Olocau (comarque de Camp de Túria) dans la province de Valence,.
Le site préhistorique correspond à un établissement humain ibérique de la tribu des Edetans habité entre les Ve et IIIe siècles av. J.-C.. C'est une colline fortifiée située   
dans l'un des éperons sud de la Sierra Calderona, dans le parc naturel de la Sierra Calderona. Il se trouve sur un site antérieur de l'âge du bronze. Son nom d'origine en ibérique est inconnu. Il a été détruit violemment vers la fin de la deuxième guerre punique ou au début du IIe siècle av. J.-C.. Le site fait partie d'un réseau de sites fortifiés qui entourent la grande ville ibérique d'Edeta (Tossal de Sant Miguel, Llíria) et est donc important pour comprendre la formation et l'organisation des régimes politiques ibériques. Le site archéologique peut actuellement être visité.

## Localisation et description
Il se trouve au sommet d'un promontoire à 427 m d'altitude, avec une large visibilité sur le territoire de Camp de Túria et le couloir du ravin du Carraixet qui passe au nord.
Le village possède une muraille et une tour qui le définissent comme une petite forteresse de 960 m2. Avec d'autres sites similaires, il faisait partie du système de défense et de surveillance du territoire de la ville d'Edeta, capitale des Edetans, et est considérée comme l'un des meilleurs exemples de tour de guet de l'époque ibérique. La structure interne de ce village clos est simple et fonctionnelle : le mur d'enceinte est également le mur arrière des pièces, qui donnent ensuite sur une rue centrale qui traverse longitudinalement le village.

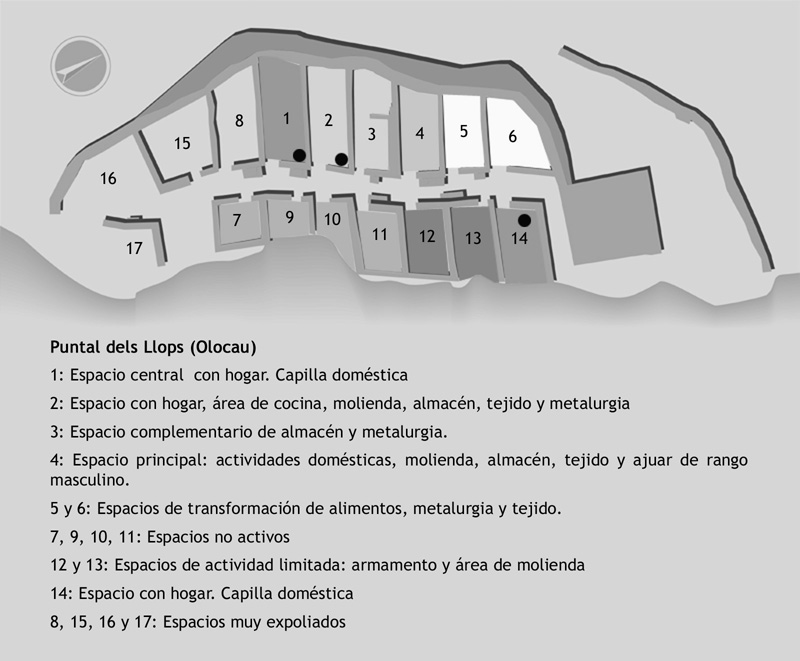
Planimétrie de Puntal dels Llops.

Ce style a été introduit dans le nord-est de la péninsule ibérique à l'âge du bronze, mais a continué à être utilisé pour certaines colonies ibériques de l'âge du fer . L'entrée se trouve du côté le plus facilement accessible et donc le point le plus défendu, avec une tour, une entrée en colimaçon, des fossés et un rempart extérieur bas supplémentaire. Le site comptait dix-sept pièces, dont au moins certaines étaient à l'origine hautes de deux étages, avec des marches menant à l'étage supérieur situé sur la rue.

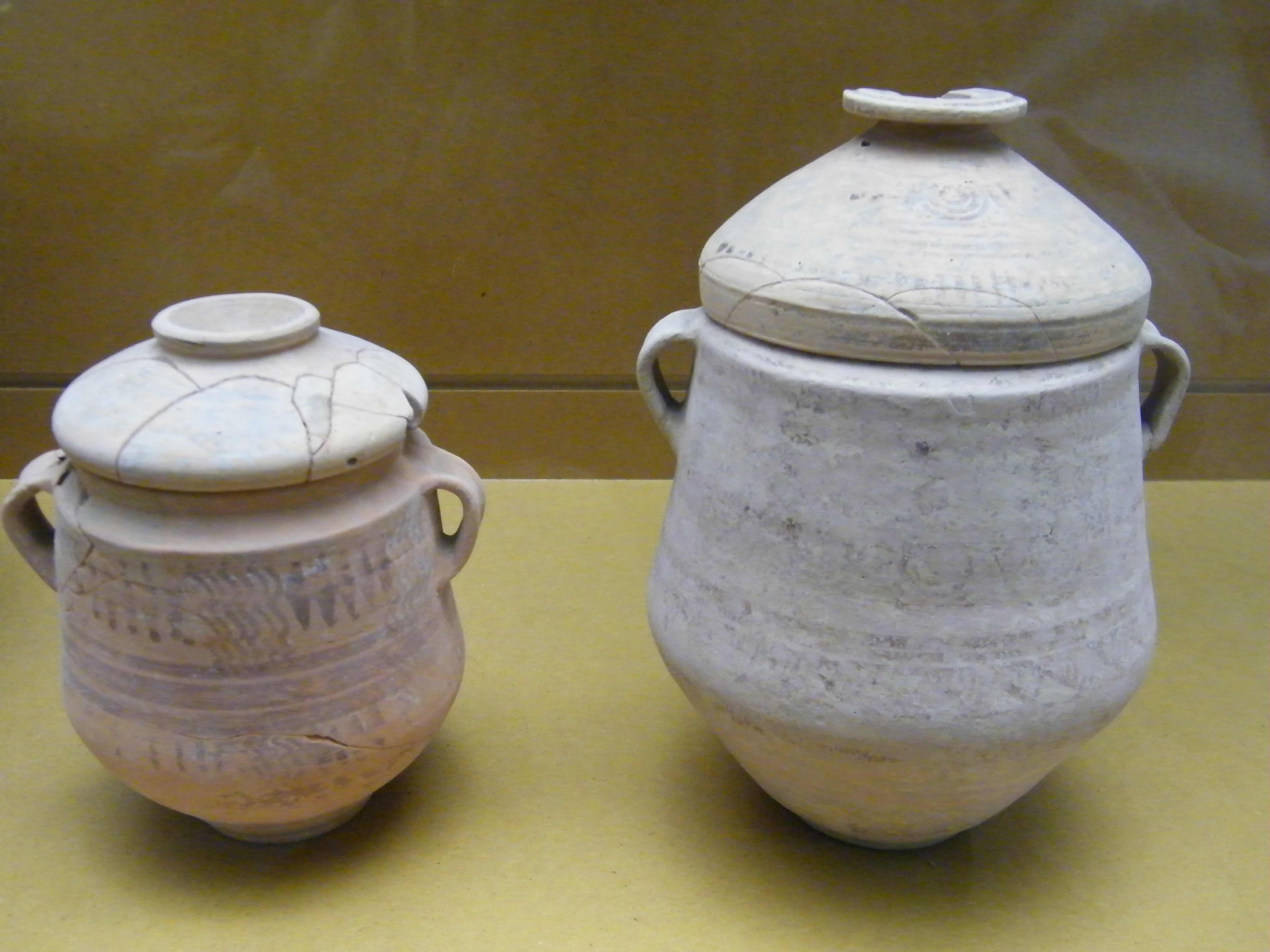
Urnes cinéraires de Punta dels Llops.

En raison de la destruction violente et de l'abandon brutal du site, de nombreux objets ont été retrouvés dans les différentes pièces, ce qui donne des indices sur leur fonction d'origine. Étant donné que les différentes pièces ne disposent pas chacune d'un ensemble complet d'ustensiles pour cuisiner, manger et effectuer d'autres tâches quotidiennes et surtout en raison de l'absence de foyers dans de nombreuses pièces, la communauté ne doit pas être considérée comme habitée par plusieurs foyers distincts. De plus, quelques-unes des pièces (1 et 2) concentrent des objets rituels avec de prestigieuses céramiques importées tandis qu'une autre pièce (4) contient l'équipement d'un seul guerrier à cheval : avec des harnais, une épée, des couteaux et l'une des deux pointes de lance trouvées sur le site. Ainsi, les enquêteurs ont suggéré que la communauté était composée d'un homme ou d'une famille aristocratique accompagné de parents, de clients et de serviteurs. Le nombre total d'habitants était probablement compris entre vingt et soixante.

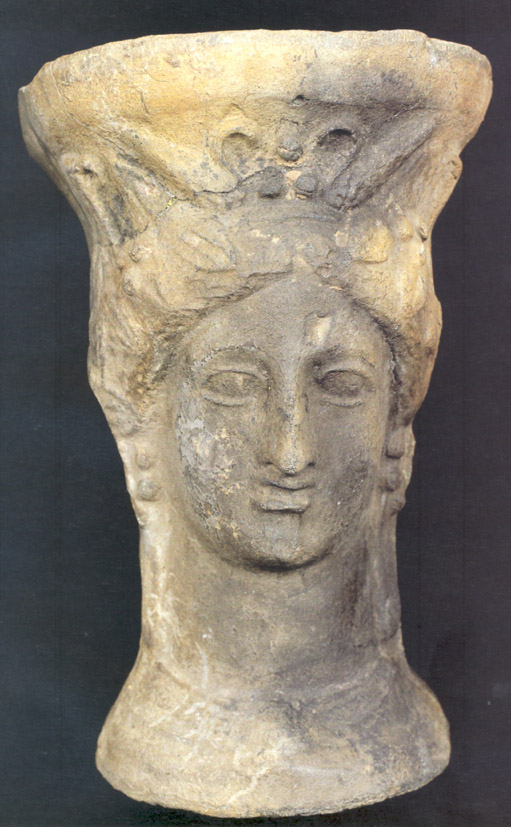
Brûle-encens en forme de tête de la déesse Déméter/Tanit..

La salle 1 se distingue par son caractère sacré. Une sépulture d'enfant a été découverte sous le sol. La salle contenait également un grand foyer au dallage impressionnant et la plus grande proportion de céramiques noires brillantes importées (de Campanie et d'Attique). Parmi les céramiques importées et locales se trouvaient de petits vases et des pots pour verser les libations, des brûle-parfums en forme de tête de déesse, des lampes et de nombreuses coupes. La salle contenait également une grande natte en sparte, une clé en fer et un jeu de poids avec une balance. La salle contenait également des objets plus courants, tels que des poids de métier à tisser, des fusaïoles et de grands récipients de stockage. En revanche, aucun ustensile de cuisine n'a été trouvé dans la salle. Dans la salle suivante (2) se trouvait un espace pour séparer l'argent du plomb, ainsi que des traces de fabrication de textiles et de cuisine. Dans des travaux récents, les auteurs ont suggéré qu'il existe une genration de l'espace, les activités rituelles, la coupellation, le tissage, la cuisine et l'administration domestique étant entre les mains des femmes dans les salles 1 et 2 tandis que la salle 4 de l'autre côté de la rue était associée aux activités masculines comme l'indiquent les outils martiaux et agricoles trouvés à l'intérieur.
Parmi les trouvailles intéressantes, on trouve également une jarre avec une scène peinte dans sa partie supérieure où deux guerriers se battent entourés de zones hachurées (avec un arbre fruitier). Ces zones peuvent représenter des champs labourés (et un verger) et donc être une preuve visuelle de la territorialité de la guerre à cette époque

## Importance du site

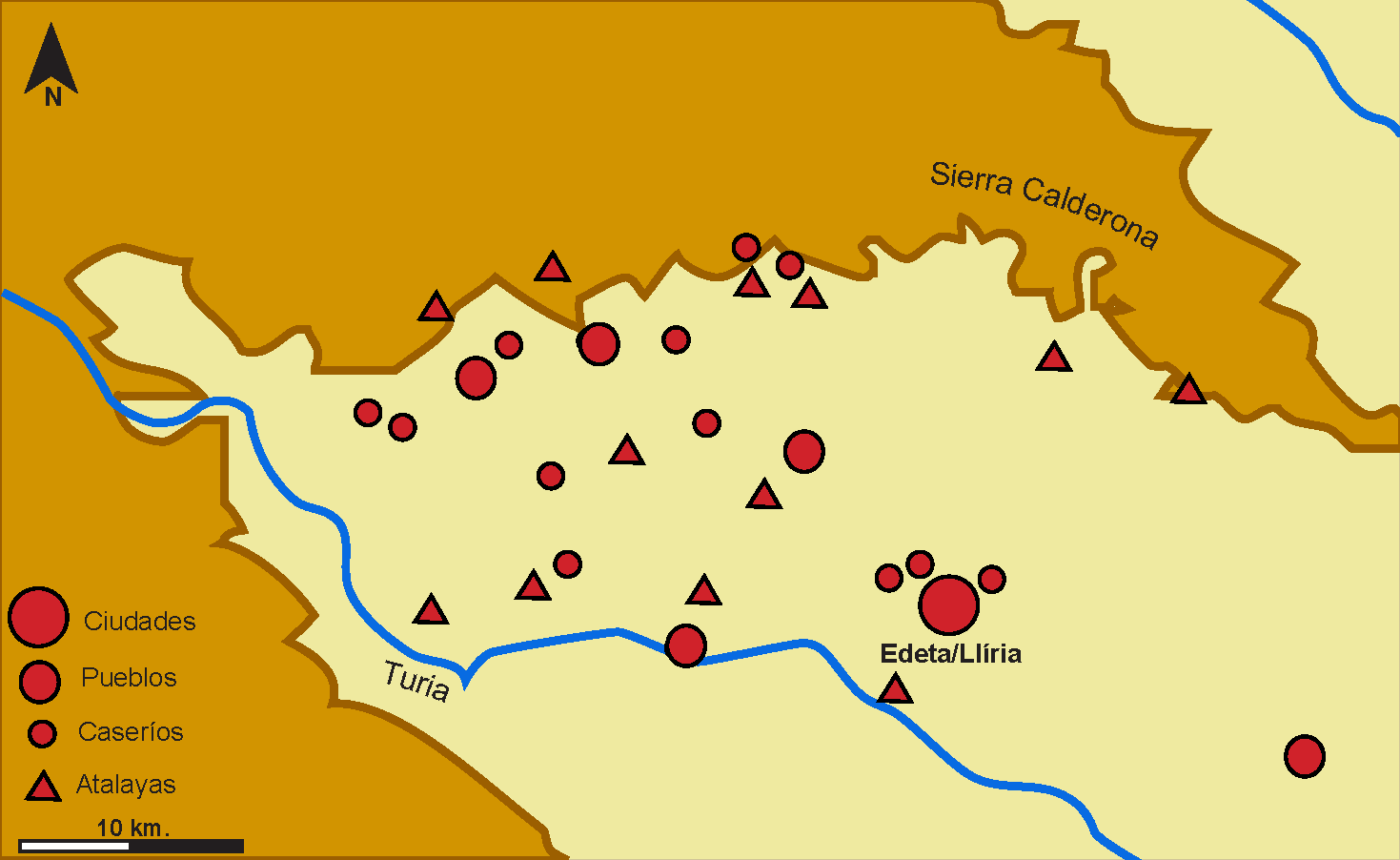
Villages autour d'Edeta (fin du Ve - début du IIe siècle av. J.-C.). Puntal dels Llops est le deuxième en partant du haut à droite

En raison de la petite taille du site et de l'absence de modifications significatives apportées à la construction au cours de deux siècles, Helena Bonet Rosado et Consuelo Mata Parreño (es) ont interprété le site, lors des fouilles effectuées entre 1978 et 1988, comme dépendant d'Edeta et ayant une fonction essentiellement militaire, pour contrôler les passages et les mines dans la Sierra Calderona au nord. Étant donné que Puntal dels Llops a été construit à une époque similaire à celle d'autres tours de guet fortifiées (atalayas) entourant Edeta, et qu'il est visuellement connecté à ces sites, ils interprètent tous ces sites comme un réseau défensif planifié pour protéger et contrôler le territoire d'Edeta. En tant que tel, la destruction ou l'abandon de ces centres dans les premières décennies de l'occupation romaine était un élément important de la stratégie romaine pour supprimer le contrôle local.
Cette interprétation n'est cependant pas universellement acceptée. D'autres auteurs et même ces mêmes chercheurs ont souligné les liens économiques entre Puntal dels Llops (avec son accès aux ressources de la montagne et de la forêt) et les villages agricoles et les artisans spécialisés vivant dans la plaine.

## Le site archéologique actuel
Le site peut être visité toute l'année. L'Office de Tourisme d'Olocau (Casa de la Señoría) possède une petite collection permanente de pièces archéologiques provenant de Puntal dels Llops et d'autres sites voisins.
La plupart des objets les plus importants découverts à Puntals dels Llops sont aujourd'hui exposés au Musée de la préhistoire de Valence dans le cadre de sa collection permanente sur la culture ibérique et la préhistoire valencienne en général.

## Galerie

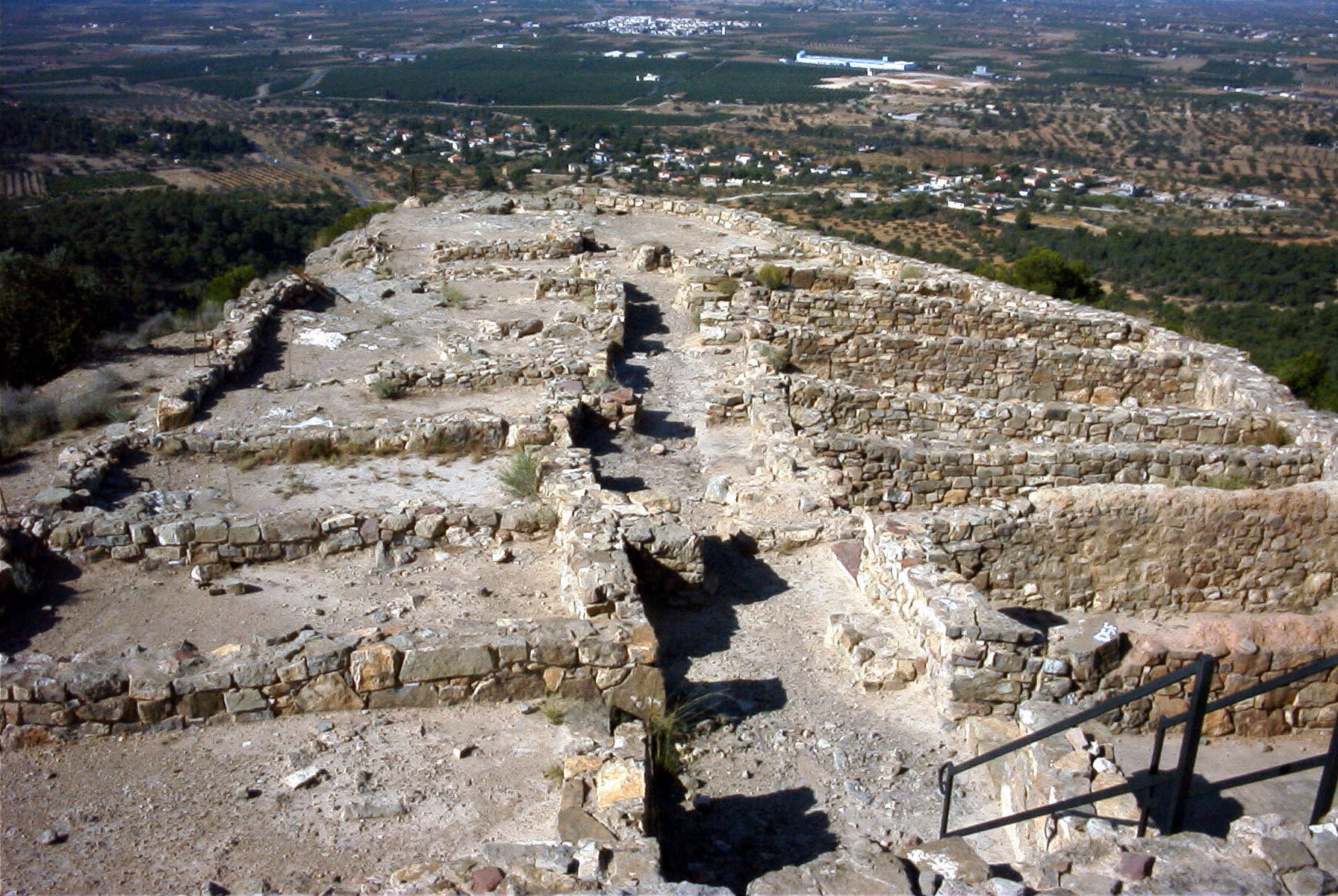
Les diverses pièces de Puntal dels Llops.
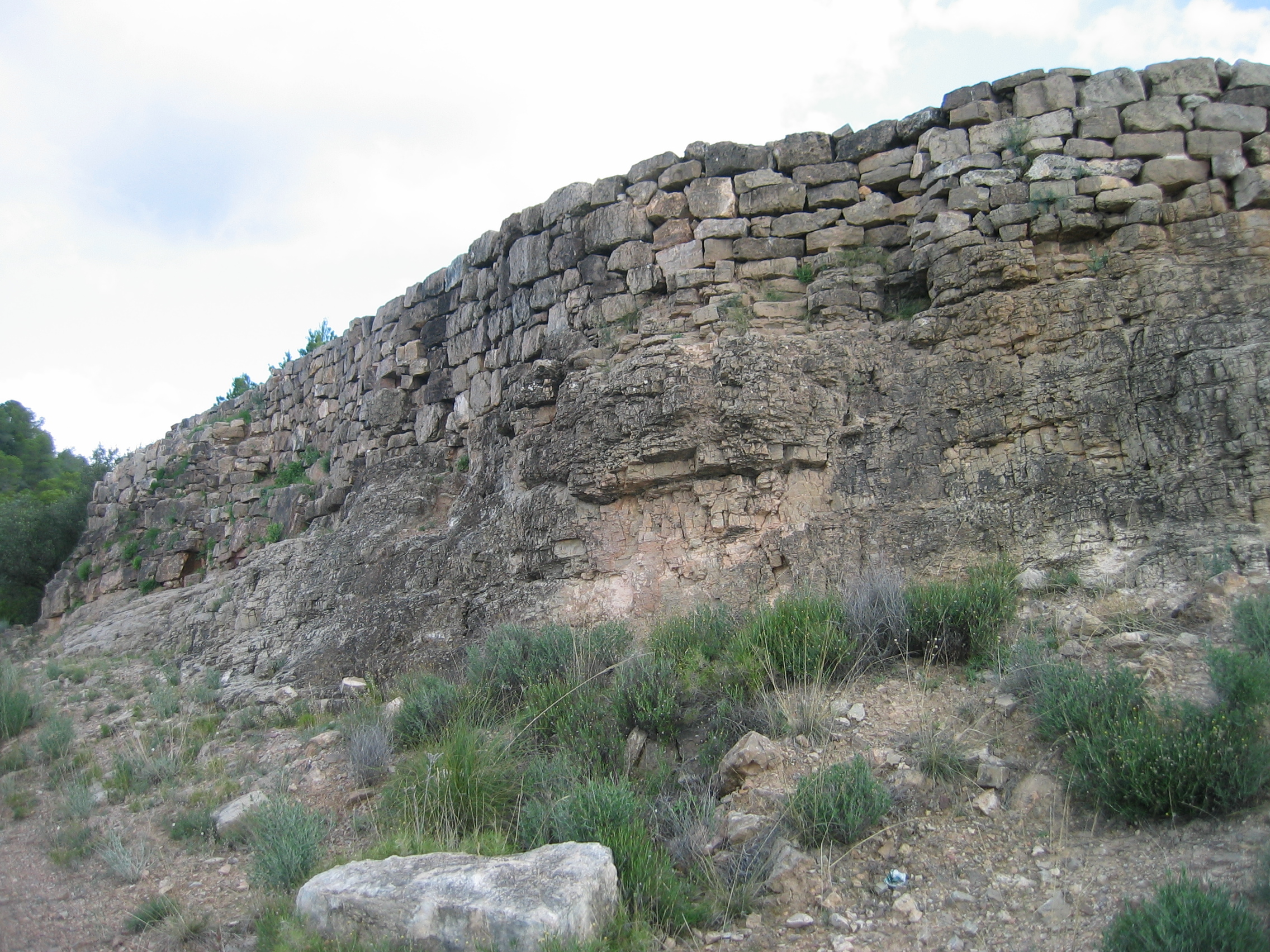
La muraille extérieure.
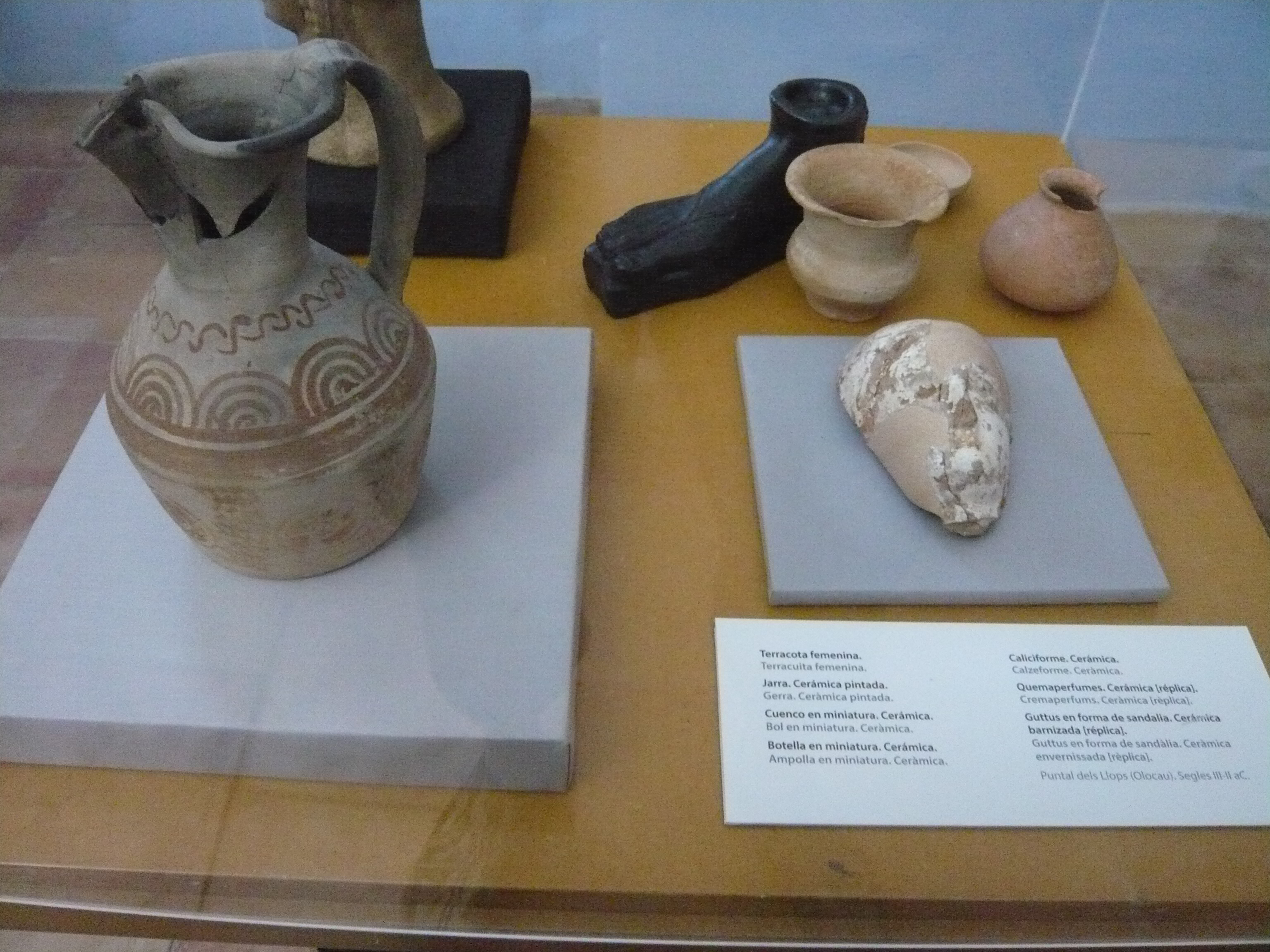
Objets de Puntal dels Llops. (Musée d'Olocau)
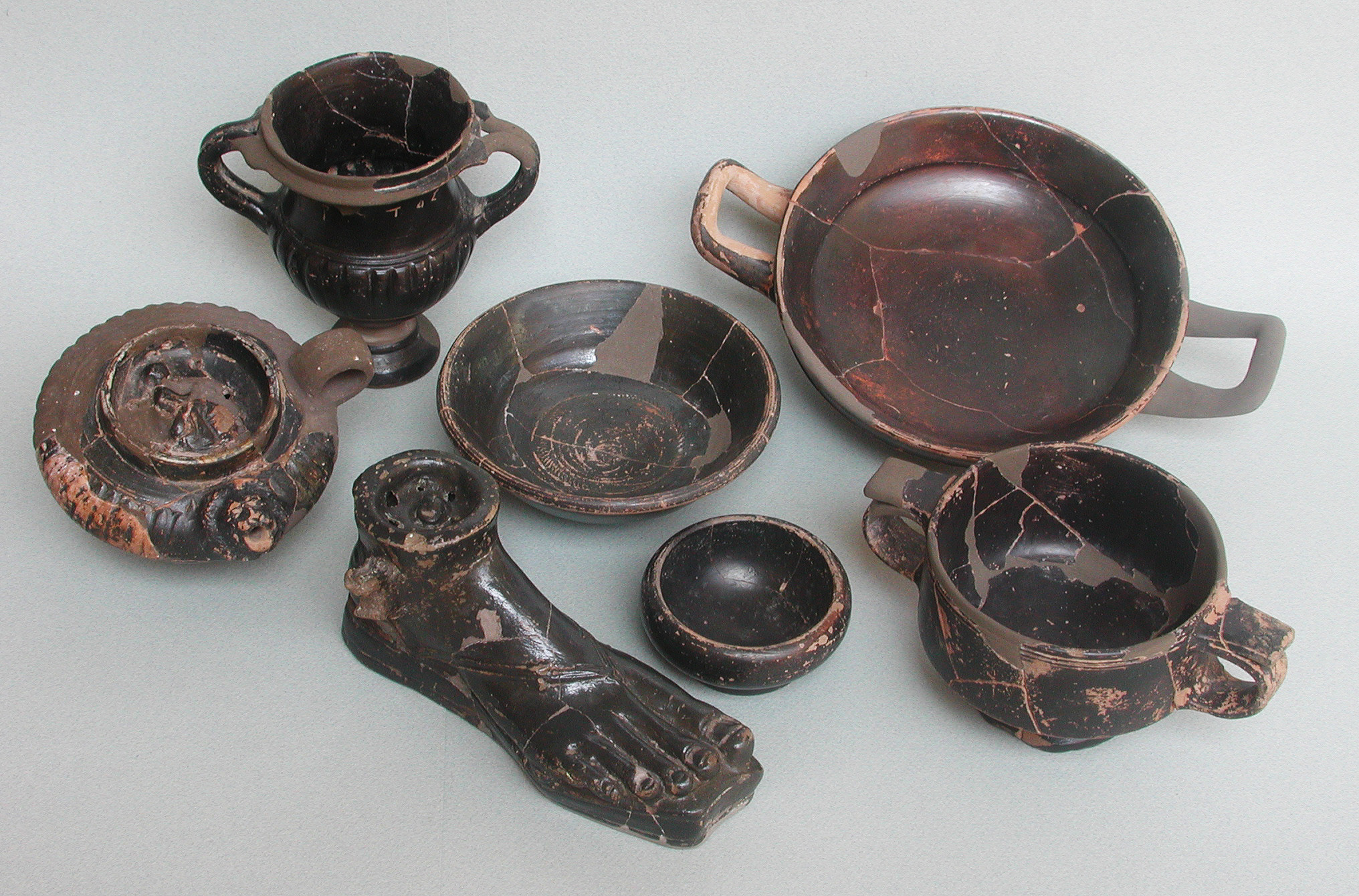
Objets de Puntal dels Llops. (Musée de Valence)